# El baisano Jalil
El baisano Jalil (übersetzt: „Der Bauer Jalil“) ist ein mexikanischer Film aus dem Jahr 1942. Der Regisseur dieser Komödie war Joaquín Pardavé, der zudem das Drehbuch verfasst hatte und auch die Hauptrolle des Jalil übernahm.
Die aristokratische Familie Guillermos ist in wirtschaftliche Schwierigkeiten geraten. Um ihr Auskommen zu sichern, leiht sich die Familie Geld bei dem libanesischen Einwanderer Jalil, behandelt ihn und dessen Familie jedoch nicht als gleichberechtigt, sondern als gesellschaftlich unterlegen. Der Sohn Jalils, Selim, verliebt sich in Guillermos Tochter Marta, die jedoch auf dessen Werben nicht eingeht. Guillermo gelingt es, die Finanzen seiner Familie zu sanieren, indem er eine Mine verkauft. In diesem Moment schockt Marta die Familie mit dem Geständnis, sich nun doch in Selim verliebt zu haben. Am Ende des Films gesteht Jalil seiner Ehefrau, dass er der Käufer der Mine war.
El baisano Jalil hatte seine Premiere am 3. Dezember 1942. Produziert wurde der Film von der Gesellschaft Filmex, als Produzent fungierte Gregorio Walerstein. Für Dreh und Postproduktion wurden Studio und Laboratorien der C.L.A.S.A. genutzt. Als El baisano Jalil 1944 in spanischer Sprache in den Vereinigten Staaten veröffentlicht wurde, übernahm Clasa-Mohme die Distribution. Der Titel des Films spielt mit mexikanischen Klischees über Einwanderer aus dem Nahen Osten, denen zugeschrieben wird das "p" in "paisano" wie ein "b" auszusprechen. El baisano Jalil wurde auf der 1994 veröffentlichten Somos-Liste der einhundert besten mexikanischen Filme auf Platz 85 geführt.